# Massimo de Mattia
Massimo de Mattia (* 1959 in Pordenone) ist ein italienischer Jazz- und Improvisations-Flötist und Komponist.

## Leben und Wirken
De Mattia, der aus dem Friaul stammt, spielt verschiedene Flöten, darunter Piccoloflöte und Bassflöte. Er begann autodidaktisch Flöte zu spielen und zu komponieren; in den 1970er Jahren arbeitete er zu Beginn seiner Karriere als Musiker bei Lanfranco Malaguti, Bruno Cesselli, Umberto Trombetta Gandhi, Gianluigi Trovesi und Ares Tavolazzi. Er hatte in den 1980er Jahren Unterricht bei dem Saxophonisten Tom Kirk. 1993 legte er sein Debütalbum Poesie pour Pasolini bei Splasc(H) Records vor. In dieser Zeit arbeitete er u. a. auch mit Gianluigi Trovesi, Giovanni Maier und Giorgio Pacorig. Sein 2003 entstandenes „Jazz-Oratorium“ Schiele verglich der Kritiker des Allmusic mit der Radikalität des frühen John Zorn.

## Diskographische Hinweise
- Poesie pour Pasolini (1993), mit Glauco Venier, Giovanni Maier
- The Silent Drama (Splasc(H), 1995)
- Maier, Ghirardini, Pacorig, de Mattia + Gianluigi Trovesi – Masut (Nota, 1995)
- Viaggio al termine delle notte (Setola Di Maiale, 2003)
- Schiele (Splasc(H), 2003)
- Massimo De Mattia / Ermes Ghirardini / Giovanni Maier – Cityloops (Palomar Records, 2004)
- Pulp (2006)
- Duel (Denis Biason / Massimo de Mattia) – Duel 2 (Setola di Maiale, 2010)
- Atto Di Dolore (2010)
- Mikiri+3 (2011)
- Massimo De Mattia / Giovanni Maier / Zlatko Kaučič – The Jazz Hram Suite (Palomar Records, 2011)
- Black Novel (Rudi Records, 2012)
- Trilemma (Caligola, 2013), mit Alessandro Turchet, Bruno Cesselli
- Massimo De Mattia Suonomadre: Domicide (Aut Records, 2024), mit Zlatko Kaučič, Giorgio Pacorig, Luigi Vitale